# One Day in the Life of Ivan Denisovich
Pour plus de détails, voir Fiche technique et Distribution.
One Day in the Life of Ivan Denisovich est un film britannico-norvégien, sorti en 1970. Le film est une adaptation du roman Une journée d'Ivan Denissovitch d'Alexandre Soljenitsyne.

## Fiche technique
- Titre français : One Day in the Life of Ivan Denisovich
- Réalisation : Casper Wrede
- Scénario : Ronald Harwood d'après Une journée d'Ivan Denissovitch d'Alexandre Soljenitsyne
- Photographie : Sven Nykvist
- Musique : Arne Nordheim
- Pays d'origine : Royaume-Uni - Norvège
- Genre : drame
- Date de sortie : 1970

## Distribution
- Tom Courtenay : Ivan Denisovich
- Espen Skjønberg : Tiurin
- Alf Malland : Fetiukov
- Frimann Falck Clausen : Senka
- Jo Skønberg : Gopchik
- Alfred Burke : Alyosha
- Wolfe Morris

## Récompense
- National Board of Review: Top Ten Films 1971